# 하일면
하일면(下一面)은 대한민국 경상남도 고성군에 있는 면이다. 하일면은 고성읍에서 서남쪽으로 22.5km에 위치하고, 동쪽은 삼산면, 남쪽은 바다건너 통영시 사량면, 서쪽은 하이면, 북쪽은 상리면에 접해 있다. 지리상으로는 경상남도의 서남부 해안에 위치하여 연중 난류의 영향을 받아 겨울이 따뜻하고 여름이 시원한 전형적인 해양성 기후를 보이고 있다. 바다쪽은 한려수도를 끼고 있으며 또한 자란만 청정해역을 형성하고 있다.

## 연혁
- 통일신라시대 고자군에 예속
- 고려시대 및 조선 일운면으로 호칭
- 조선 고종 32년 군제 실시시 하일면으로 개칭
- 1957년 학림리 791번지에서 학림리 739-8번지 현위치에 이전
- 1987년 12월 24일 7개 법정리 15개 행정마을 36개반으로 확정[2]
- 1991년 2월 28일 현청사로 준공

## 행정 구역
- 동화리
- 오방리
- 춘암리
- 송천리
- 학림리
- 수양리
- 용태리

## 교육
- 하일초등학교
- 경남고성음악고등학교

## 관광
- 좌이산
- 소을비포 성지
- 육영재